# Dorfkirche Kleinbreitenbach

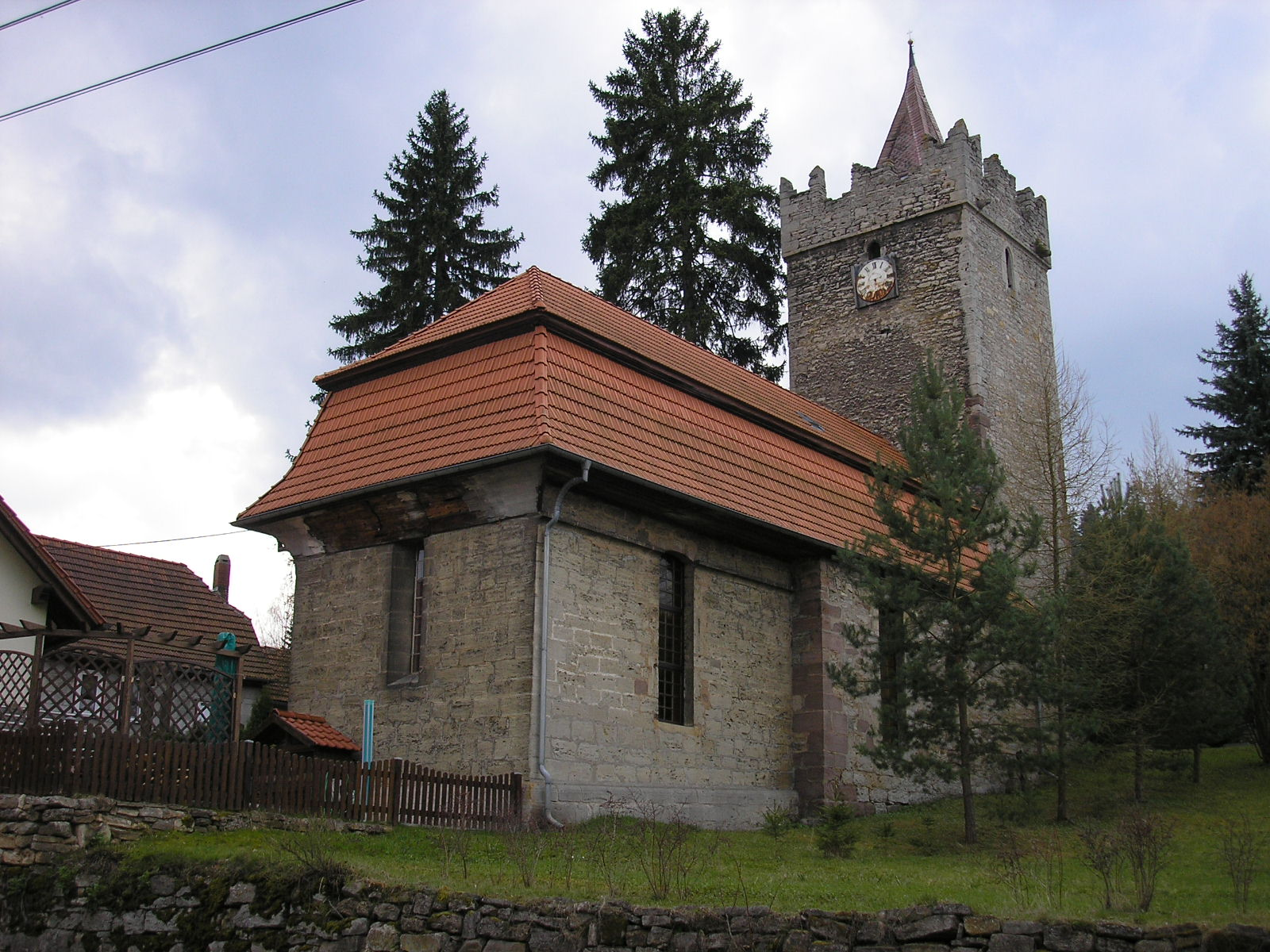
Die Kirche

Die Dorfkirche Kleinbreitenbach steht im Ortsteil Kleinbreitenbach der Stadt Plaue im Ilm-Kreis in Thüringen. Sie gehört zur Kirchengemeinde Geratal im Kirchenkreis Arnstadt-Ilmenau der Evangelischen Kirche in Mitteldeutschland.

## Geschichte
Dieses Gotteshaus ist eine Wehrkirche aus dem 13. Jahrhundert. Die Wände sind mit Schießscharten, der Turm mit einem Zinnenkranz ausgestattet. Die Existenz eines unterirdischen Ausgangs hinter dem Altar wird behauptet.
Vier Schallöffnungen wurden später mit dem Erhalt der Glocken angebracht sowie die kegelförmige Spitze.
Im Kirchenschiff befinden sich zwei Emporen, ein barocker Kanzelaltar und ein Flügelaltar aus dem 16. Jahrhundert, der bis 1958 in der Sigismundkapelle in Plaue stand.
Die Zentralfigur des Altars ist ein Ritter mit Rüstung. In der Kirche befindet sich eine Pietà.
Die Orgel ist aus Stadtilm aus dem 19. Jahrhundert.
Die Jahreszahl 1956 über dem jetzigen Eingang weist wohl auf einen Umbau hin. Das ehemalige Hauptportal mit Rundbögen ist vermauert.
Der Innenraum wurde im Jahr 2000 renoviert. 2013 wurde das Dach gedeckt.